# Fernand Luisier
Fernand Luisier (Saillon, 26 juni 1948) is een Zwitsers voormalig voetballer die speelde als aanvaller.

## Carrière
Luisier speelde gedurende zijn hele carrière voor FC Sion. Hij maakte zijn profdebuut in 1967 en stopte met voetballen zeventien jaar later bij dezelfde club. In de periode wist hij met de club driemaal de beker te winnen, namelijk in 1974, 1980 en in 1982.
Hij speelde twee interlands voor Zwitserland waarin hij niet tot scoren kwam.

## Erelijst
- FC Sion
  - Zwitserse voetbalbeker: 1974, 1980, 1982